# سوليتير العنكبوت (ويندوز)
سوليتير العنكبوب أو سبيدر سوليتير (بالإنجليزية: Spider Solitaire) هو لعبة فيديو للحاسوب مدمجة في الويندوز، استوحيت فكرته من لعبة الورق التي تحمل الاسم نفسه.

## شهرة
في 2005، تم تصنيفها كأشهر لعب الويندوز متخطيا بذلك لعبة السوليتير الأصلية، حيث أن اللعبة أقصر وأسهل منها.

## روابط خارجية
- سوليتير العنكبوت على موقع IMDb (الإنجليزية)